# Santos Ladrón de Cegama
 (mars 2023).
Si vous disposez d'ouvrages ou d'articles de référence ou si vous connaissez des sites web de qualité traitant du thème abordé ici, merci de compléter l'article en donnant les références utiles à sa vérifiabilité et en les liant à la section « Notes et références ».
Santos Ladrón de Cegama, né à Lumbier (Navarre) en 1784 et mort fusillé à Pampelune le 14 octobre 1833, est un militaire espagnol, connu pour avoir joué un rôle important dans les prémices de la Première Guerre carliste.

## Biographie
Il se distingue au combat au cours de la Guerre d'indépendance et accède au rang de lieutenant-colonel puis, en 1819, de colonel. Il participe à la guerre de 1821-1823 pour la défense de la monarchie et du catholicisme contre les secteurs les plus libéraux qui avaient destitué Ferdinand VII. Il est promu par ce dernier brigadier et commandant général des royalistes de Navarre et, après la guerre, gouverneur militaire de Pampelune. Il reçoit plus tard la Grand-croix d'Isabelle la Catholique.
Se trouvant à Valladolid, convaincu que l'héritier légitime du trône est le frère du roi, Charles de Bourbon (1788-1855), et non sa fille Isabelle (comme l'établissait la Pragmatique sanction de 1830), il apprend la nouvelle du décès du monarque avant le gouverneur militaire du lieu. Il décide de fuir en Navarre, rencontre sur son chemin Jerónimo Merino (en) et fait son entrée dans La Rioja par la Sierra de la Demanda. Il est le premier à proclamer Charles roi d'Espagne le 6 octobre 1833 à Tricio. Le lendemain, il prend le contrôle des volontaires royalistes soulevés à Logroño, entre en Navarre et y rejoint les partisans de Charles réunis entre Viana et Los Arcos. Avec ces quelques hommes il affronte une colonne venue de Pampelune sous les ordres du brigadier Lorenzo pour les capturer. Ils se rencontrent à Los Arcos, et Ladrón et ses hommes sont vaincus et capturés. Il est amené à Pampelune et fusillé à la citadelle le 14 octobre 1833. Ses hommes représentent le noyau des troupes dont  Tomás de Zumalacárregui prend le commandement le 14 novembre 1833 à Estella.

## Distinctions
- Grand-croix de l'ordre d'Isabelle la Catholique